# Шейбан ібн Ахмед
Абу'л-Манакіб Шейбан ібн-Ахмед ібн Тулун (*أبو المناقب شيبان أحمد بن طولون, д/н — після 905) — емір Єгипту від 30 грудня 904 до 10 січня 905 року.

## Життєпис
Походив з династії Тулунідів. Син Ахмеда ібн Тулуна. Про дату народження й молоді роки немає жодних відомостей. Після повалення 30 грудня 904 року його небожа Гаруна стає новим еміром. Втім, у цей період у гирлі Нілу стояли війська Аббасидського халіфату. Спроби Шебана організувати оборону виявилися невдалими. Зрештою він залишив свою столицю аль-Катай, яку було захоплено й сплюндровано ворогом.
Шейбан відступив до старовньої столиці арабів у Єгипті — Фустату. Тут 10 січня 905 року шейбан ібн-Ахмед здався Мухаммаду ібн Сулейману аль-Катібу, очільнику аббасидського війська. Шейбана відправлено до Багдада. Подальша доля його невідома.
Владу Тулунідів в Єгипті було скасовано, тут знову запанували Аббасиди.